# لالة مريم بنت مولاي إدريس
لالة مريم بنت مولاي إدريس (مواليد 1957 عيون العتروس-) سياسية موريتانية، في عام 2014 ترشحت للانتخابات الرئاسية الموريتانية.

## المناصب
تقلدة عدة مناصب منها:
- مدير مساعد لديوان رئيس الجمهورية 1987.
- أمين عام لوزارة التجهيز والنقل 1995.
- أمين عام لوزارة المعادن والصناعة 1998.
- أمين عام لوزارة التجارة 2002.